# Инженер-капитан-лейтенант
Инженер-капитан-лейтенант (после 1971 года — капитан-лейтенант-инженер) — воинское звание в Рабоче-Крестьянском Красном флоте СССР, а затем в Военно-морских силах СССР для старшего инженерно-технического состава.
Выше старшего лейтенант-инженера и ниже инженер-капитана 3-го ранга. Соответствует званиям капитан и старший политрук, лейтенант государственной безопасности; аналог воинского звания капитан-лейтенант в советском, российском и иностранных военно-морских флотах.